# 折線灰蝶
折線灰蝶（學名：Antigius attilia），又名青灰蝶、水色長尾小灰蝶、淡青色小灰蝶、淡青色長尾小灰蝶、淡青灰蝶。是一種屬於灰蝶科的蝴蝶。其分布範圍廣泛，從日本、朝鮮半島、俄羅斯遠東地區，遍及中國北部、中部與西部，一直到臺灣。

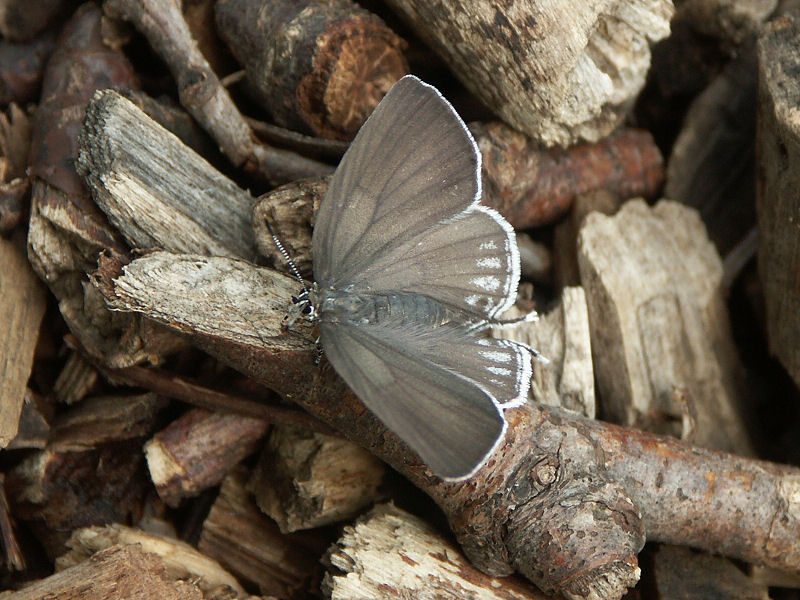

## 描述
展翅寬為14—16（0.55—0.63英寸）。雌雄翅膀上面皆為黑褐色。雄蝶為單一色調，雌蝶後翅上側外緣處具一至兩列淡白色、略為可見的次邊緣小斑。翅膀下側為灰白色，帶有黑色邊緣斑及一條褐色橫帶。前翅中央室頂端的斑為矩形，邊緣明顯。後翅後角有兩對小型橙黑色斑。後翅尾突細長、黑色，長度約為3–4 毫米。

## 分佈
臺灣分布於本島中部中海拔山區。

## 棲地
棲息於落葉林，一年一世代，成蝶於初夏（五月份）出現，活動於寄主植物樹冠層，觀察不易。幼蟲以殼斗科栓皮櫟新芽為食，冬季以卵態越冬，產於樹皮裂縫中。本種數量稀少。
幼蟲以麻櫟（Quercus serrata）、鋸葉櫟（Quercus acutissima）、栓皮櫟（Quercus variabilis）、蒙古櫟（Quercus mongolica）、毛櫟（Quercus dentate）與大葉櫟（Quercus aliena）為食。亞種yamanakashoji曾被記錄寄主於鋸葉櫟（Quercus acutissima）。

## 亞種
- Antigius attilia atilla
- Antigius attilia tropicanus（緬甸）
- Antigius attilia yamanakashoji（日本）
- Antigius attilia obsoletus（臺灣）